# Sisyropa boveyi
Sisyropa boveyi är en tvåvingeart som beskrevs av Louis-Paul Mesnil 1958. Sisyropa boveyi ingår i släktet Sisyropa och familjen parasitflugor. Inga underarter finns listade i Catalogue of Life.